# Paratettix vexator
Paratettix vexator är en insektsart som beskrevs av Günther, K. 1938. Paratettix vexator ingår i släktet Paratettix och familjen torngräshoppor. Inga underarter finns listade i Catalogue of Life.